# アルフォンソ・ディ・ボルボーネ＝ドゥエ・シチリエ
アルフォンソ・ディ・ボルボーネ＝ドゥエ・シチリエ（イタリア語: Alfonso di Borbone delle Due Sicilie, Conte di Caserta, 1841年3月28日 - 1934年5月26日）は、両シチリア王国の王族。カゼルタ伯（Conte di Caserta）。
カラブリア公の位を異母兄の両シチリア国王フランチェスコ2世から授けられた。また、その位は長男フェルディナンド・ピオに引き継がれた。

## 生涯

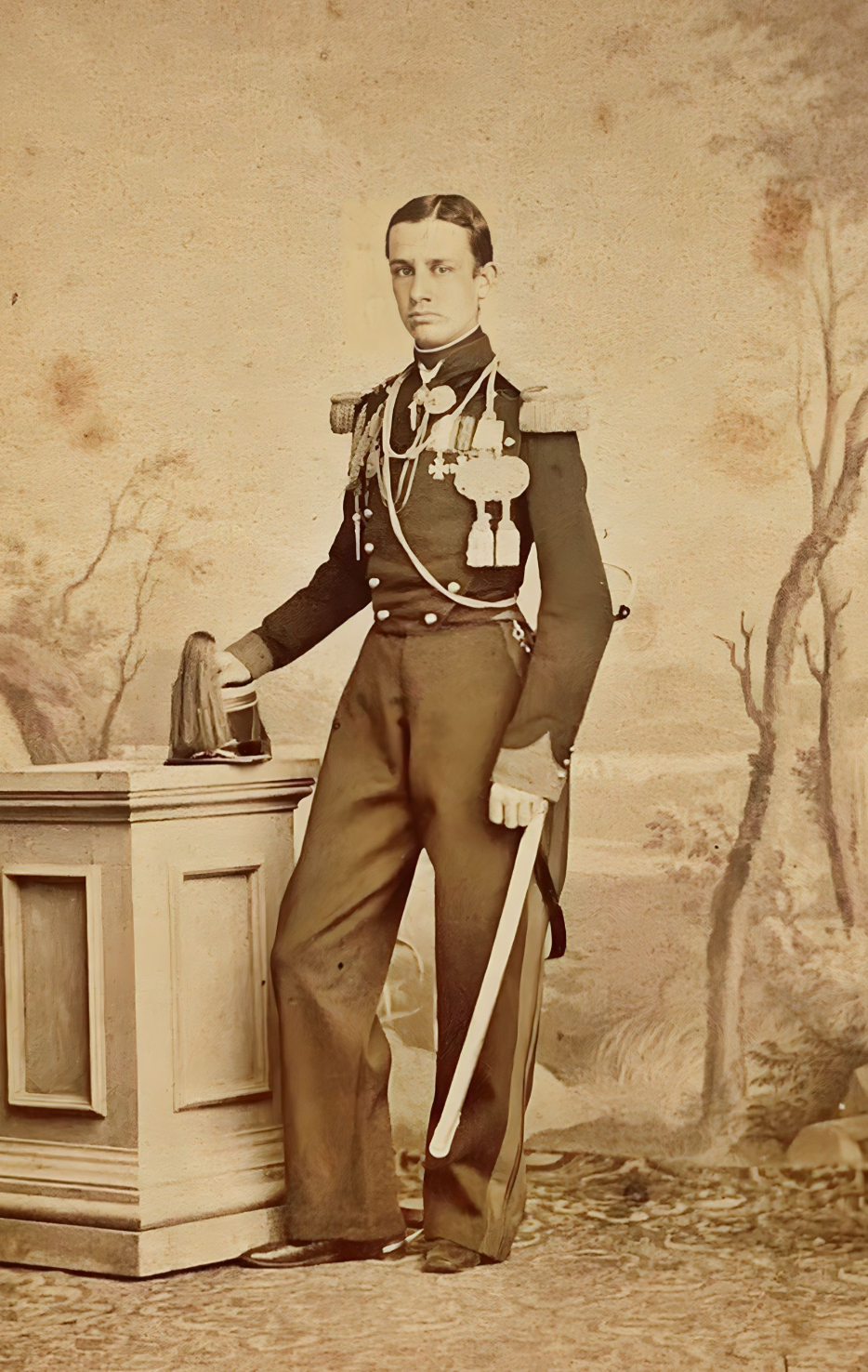
1860年代撮影

両シチリア国王フェルディナンド2世と王妃マリーア・テレーザ・ダウストリアの三男として生まれる。アルフォンソは出生時より両シチリア王位継承順第4位にあった。上位には異母兄のカラブリア公フランチェスコ、同母兄のトラーニ伯ルイジ、カストロジョヴァンニ伯アルベルトがいた。
1844年7月12日にアルベルトが死去した。それは15歳の誕生日の2ヶ月前のことであり、もちろん子はなかった。これにより、アルフォンソは継承順第3位となった。
1859年5月22日、父フェルディナンド2世が死去した。異母兄のフランチェスコが即位したが、王妃マリーア・ソフィア・ディ・バヴィエラとの間にまだ子はなかった。そのため次兄のルイジが推定相続人となり、アルフォンソは継承順第2位となった。
しかし1861年、両シチリア王国はイタリア統一運動（リソルジメント）を進めるジュゼッペ・ガリバルディ指揮下の千人隊によって征服された。放逐された王家は、フランチェスコ2世を家長として存続した。
1886年6月8日、ルイジが死去した。両シチリア王家の継承制度は完全に男系優位のサリカ法を採っていたため、一人娘マリーア・テレーザ王女には継承権がなかった。アルフォンソは、同じく娘しかいないフランチェスコ2世の推定相続人となった。
1894年12月27日、フランチェスコ2世が死去した。こうしてアルフォンソは、ボルボーネ＝シチリア家の新しい家長となった。

## 家族
1868年6月8日、同族の従妹マリーア・アントニエッタと結婚した。2人は8男4女を儲けた。
- フェルディナンド・ピオ（1869年 - 1960年） - カラブリア公、1897年にバイエルン王女マリアと結婚
- カルロ・タンクレーディ（1870年 - 1949年） - スペイン王子、1901年にスペイン王女マリア・デ・ラス・メルセデスと結婚、1907年にルイーズ・ドルレアンと再婚
- フランチェスコ・ディ・パーオラ（1873年 - 1876年）
- マリーア・インマコラータ（1874年 - 1947年） - 1906年、ザクセン王子ヨハン・ゲオルクと結婚
- マリーア・クリスティーナ（1877年 - 1947年） - オーストリア大公・トスカーナ公子ペーター・フェルディナント（のちトスカーナ大公家家長）と結婚
- マリーア・ピア（1878年 - 1973年） - 1908年、ブラジル皇子ルイスと結婚
- マリーア・ジュゼッピーナ（1880年 - 1971年）
- ジェンナーロ（1882年 - 1944年） - ベアトリーチェ・ボルデッサ（結婚によりヴィラ・コッリ伯爵夫人）と貴賤結婚
- ラニエーリ（1883年 - 1973年） - 1923年、マリア・カロリーナ・ザモイスカ伯爵夫人（母方の従妹）と結婚
- フィリッポ（1885年 - 1949年） - 1916年にルイーズ・ドルレアン（ヴァンドーム公エマニュエル・ドルレアンの娘）と結婚、1927年にオデット・ラボリと再婚（貴賤結婚）
- フランチェスコ・ダッシジ（1888年 - 1914年）
- ガブリエーレ（1897年 - 1975年） - 1927年にマウゴジャータ・チャルトリスカと結婚、1932年にツェツィリア・ルボミルスカと再婚